# Mesochria cinctipes
Mesochria cinctipes är en tvåvingeart som beskrevs av Meijere 1913. Mesochria cinctipes ingår i släktet Mesochria och familjen fönstermyggor. Inga underarter finns listade i Catalogue of Life.